# Проклетство ожалошћене жене
Проклетство ожалошћене жене (енгл. The Curse of La Llorona) амерички је хорор филм из 2019. године у режији Мајкла Чавеса, по сценарију Мики Дотри и Тобијаса Јакониса. Шести је део Универзума Призивања зла. Темељи се на латиноамеричкој народној причи о Ла Љорони, а главне улоге тумаче Линда Карделини, Рејмонд Круз и Патрисија Веласкез. Одвија се током 1973. године у Лос Анђелесу и прати мајку која мора да спасе своју децу од злог духа који покушава да их украде.
Премијера је приказана 15. марта 2019. године на фестивалу South by Southwest, док је од 19. априла приказиван у биоскопима у САД, односно 18. априла у Србији. Добио је негативне рецензије критичара и зарадио преко 123 милиона долара широм света, поставши филм с најмањом зарадом у франшизи Призивање зла, али је свеједно остварио финансијски успех.

## Радња
За време свог живота, Ла Љорона утопила је властиту децу у љубоморном бесу, бацајући се у реку за њима док је плакала од боли. Сада су њене сузе вечне. Оне су смртоносне, а сви који су чули њен смртоносни позив у ноћи су уклети. Ла Љорона лови децу како би их заменила са својом. Што више времена пролази то је њена жеља за децом све већа, а методе све више застрашујуће.
Занемарујући застрашујуће упозорење мајке која је осумњичена да угрожава своју децу, социјална радница и њена мала деца убрзо се нађу у безизлазној ситуацији. Њихова једина нада за преживљавањем Ла Љорониног смртоносног гнева је свештеник и његово мистериозно терање зла.

## Улоге
| Глумац             | Улога             |
| ------------------ | ----------------- |
| Линда Карделини    | Ана               |
| Роман Кристу       | Крис              |
| Џејни-Лин Кинчен   | Саманта           |
| Рејмонд Круз       | Рафаел            |
| Марисол Рамирез    | Ла Љорона         |
| Патрисија Веласкез | Патрисија Алварез |
| Шон Патрик Томас   | детектив Купер    |
| Тони Амендола      | отац Перез        |
| Ајрин Кенг         | Дона              |
| Оливер Александер  | Карлос            |
| Ејден Левандовски  | Томас             |
| Пол Родригез       | полицајац Карло   |
| Џон Маршал Џоунс   | господин Ханкинс  |
| Рикардо Мамуд Вега | Перез             |
| Џејдан Валдивија   | Дијего            |

## Рефренце
1. 1 2  „The Curse of La Llorona (2019)”. Box Office Mojo. Приступљено 5. 7. 2019.
2. ↑  Salemme, Danny (16. 3. 2019). „The Curse of La Llorona is Part of The Conjuring Universe”. Screen Rant. Приступљено 17. 4. 2019.
3. ↑  Carbone, Gina (17. 3. 2019). „How The Curse of La Llorona Is Connected To The Conjuring Universe”. Cinemablend. Приступљено 17. 4. 2019.
4. ↑  Kroll, Justin (9. 10. 2017). „Linda Cardellini to Star in James Wan Horror-Thriller 'The Children' (EXCLUSIVE)”. Variety. Приступљено 9. 1. 2018.
5. ↑  Squires, John (9. 10. 2017). „Linda Cardellini Will Star in New Line's James Wan-Produced 'The Children'”. Bloody Disgusting. Приступљено 9. 1. 2018.